# Saemundssonia sternae
Saemundssonia sternae är en insektsart som först beskrevs av Carl von Linné 1758.  Saemundssonia sternae ingår i släktet Saemundssonia och familjen fjäderlöss. Arten är reproducerande i Sverige. Inga underarter finns listade i Catalogue of Life.